# Philautus vittiger
Philautus vittiger är en groddjursart som först beskrevs av George Albert Boulenger 1897.  Philautus vittiger ingår i släktet Philautus och familjen trädgrodor. IUCN kategoriserar arten globalt som otillräckligt studerad. Inga underarter finns listade i Catalogue of Life.